# 古代城邦
古代城邦（法語：La Cité antique）是法国历史学家努马-丹尼斯·甫斯特尔·德·库朗日出版于1864年的一部著作。受勒内·笛卡儿的思想启发基于古代历史学家和诗人的文本，作者探讨了古希腊和古罗马社会最古老的制度的起源。
在书的前言里作者强调他警告读者不要用今天的习俗来审查古代人的习俗，读者需要避免偏见，要使用事实证据来研究古代的人。
甫斯特尔·德·库朗日认为宗教和邪教是希腊和罗马政治机构的基础。每个家庭都有自己的信仰、神和崇拜。性别关系、家庭级别、财产、遗产等等都由宗教管理。随时间人们越来越需要管理人间的关系，使得互相之间的习俗相同，因此管理家庭的规则被推广到更大的集体，最后达到城市的规模。因此城邦的起源也是宗教，比如古罗马5年一次的清洗仪式同时被用来做人口统计，再比如用来崇拜当地神灵的公共宴会。
起初用来保障贵族专利的法律导致与平民的冲突和社会革命，而从之导致的社会公共利益演化成宗教的新基础。这样城邦逐渐形成，最后基督教的来临使得城邦覆灭。